# Ил Пино II (Фиренца)
Ил Пино II је насеље у Италији у округу Фиренца, региону Тоскана.
Према процени из 2011. у насељу је живело 52 становника. Насеље се налази на надморској висини од 359 м.